# Interaktive Digitale Medier
Interaktive Digitale Medier er et studie og en kandidatuddannelse på Aalborg Universitet, hvor man grundlæggende lærer, at designe og udvikle it-produkter. På kandidatuddannelsen i Interaktive Digitale Medier lærer man omkring den teoretiske baggrund for design af og formidling via interaktive medier.
De færdiguddannede kandidater i Interaktive Digitale Medier får den akademiske titlel Cand.it. og arbejder typisk alt efter hvilken retning de tager med udvikling eller produktion af interaktive digitale medier inden for f.eks. e-læring, it-systemer eller spiludvikling.
Kandidatuddannelsen i Interaktive Digitale Medier er tværfaglig og indeholder forskellige elementer fra forskellige fagområder. Man lærer at analysere og planlægge produktionen af multimediesystemer og interaktive digitale medier ud fra f.eks et arbejdsmæssigt, et kulturelt og et teknologisk perspektiv. De fire fagområder som kandidatuddannelsen i Interaktive Digitale Medier er bygget op omkring er henholdsvis æstetik, datalogi, design og informationsvidenskab samt projektstyring. I den æstetiske del af kandidatuddannelsen i Interaktive Digitale Medier lærer man omkring mediernes formsprog og teorier om kultur og formsprog generelt. I den datalogiske del af kandidatuddannelsen i Interaktive Digitale Medier lærer man omkring hvordan man konkret kan udvikle et multimedieprodukt, så det bliver et teknisk velfungerende system. I den designmæssige og informationsvidenskabelige del af kandidatuddannelsen i Interaktive Digitale Medier lære man om processen i forbindelse med udviklingen af et multimedieprodukt og relationen til den sammenhæng, det skal bruges i. I den projekstyringsmæssige del af kandidatuddannelsen i Interaktive Digitale Medier lære man om hvordan man arbejder sikkert og effektivt i projekter. Derved får man forudsætninger for at analysere, udvikle, designe og konstruere forskellige multimedieprodukter. Derudover indeholder studiet også en række valgfrie fag hvor man har mulighed for at specialisere sig indenfor forskellige retninger. 